# Cerastium cerastoides
Cerastium cerastoides là loài thực vật có hoa thuộc họ Cẩm chướng. Loài này được (L.) Britton mô tả khoa học đầu tiên năm 1894.